# Kendrick Green
Kendrick Green (Peoria, 22 dicembre 1998) è un giocatore di football americano statunitense che milita nel ruolo di centro e offensive guard per gli Houston Texans della National Football League (NFL).

## Carriera

### Pittsburgh Steelers
Green al college giocò a football a Illinois. Fu scelto nel corso del terzo giro (87º assoluto) nel Draft NFL 2021 dai Pittsburgh Steelers. Debuttò come professionista partendo come titolare nella gara del primo turno contro i Buffalo Bills. La sua stagione da rookie si chiuse con 15 presenze, tutte come titolare. L'anno seguente fu inattivo per tutte le 17 partite.

### Houston Texans
Il 29 agosto 2023 Green fu scambiato con gli Houston Texans per una scelta del sesto giro del Draft 2025.